# Britânia
Britânia è un comune del Brasile nello Stato del Goiás, parte della mesoregione del Noroeste Goiano e della microregione di Rio Vermelho.